# Мичуринский (Белгородская область)
Мичуринский — посёлок в Корочанском районе Белгородской области. Входит в состав Соколовского сельского поселения.

## История
В 1968 г. указом президиума ВС РСФСР поселок Мичуринского отделения Корочанского плодоягодного совхоза переименован в Мичуринский.

## Население
| 2002 | 2010 |
| ---- | ---- |
| 282  | ↘275 |